# Linea Ingrid

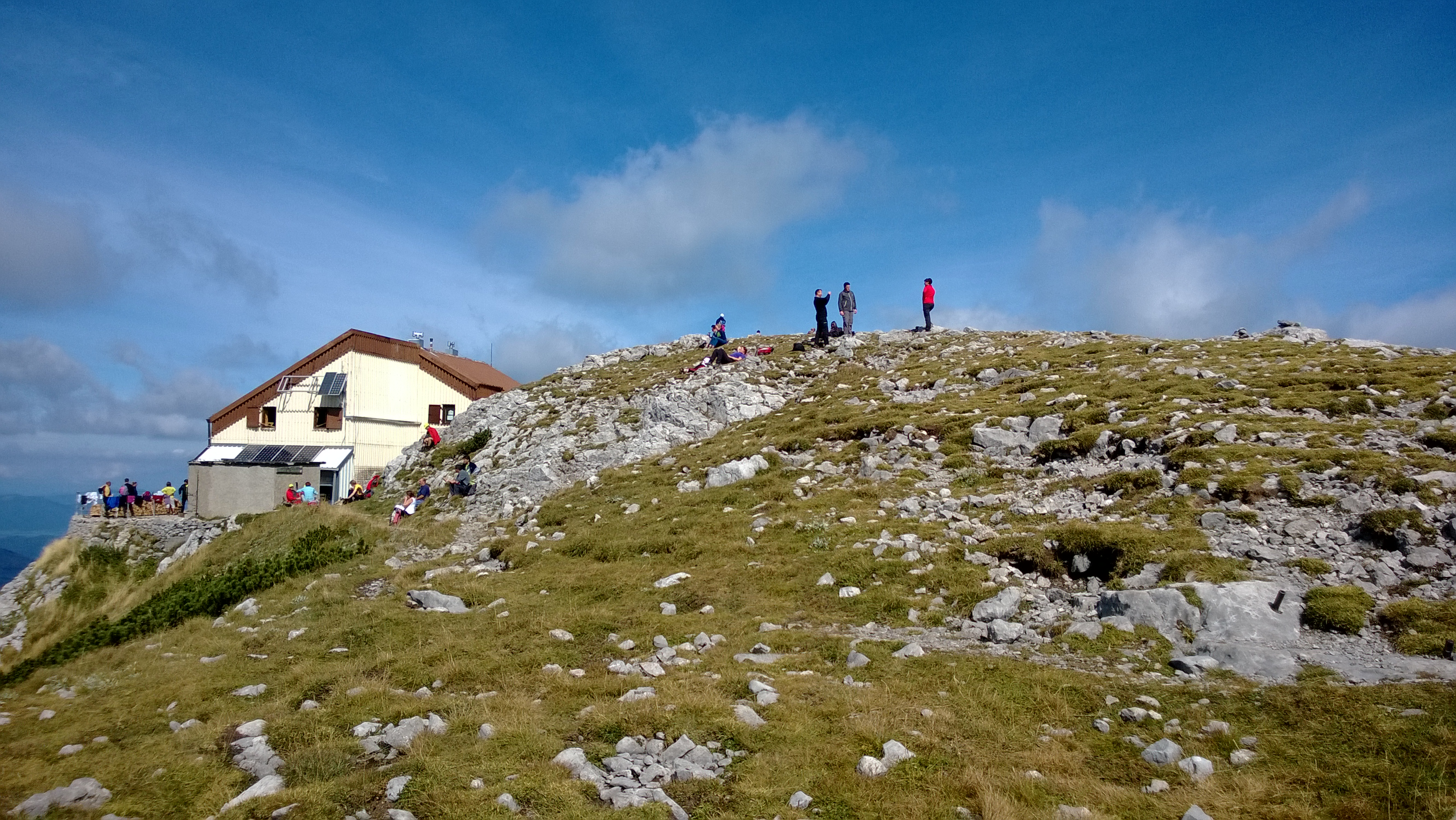
Scorcio del Monte Nevoso, da dove iniziava la linea Ingrid

La linea Ingrid fu una linea difensiva creata dai tedeschi durante la seconda guerra mondiale nella Venezia Giulia. Questa partiva dal massiccio del monte Nevoso, attraversava il monte Trestenico e il monte Clana fino a Fiume passando vicino alle sorgenti del fiume Eneo.

## Storia
La linea venne presidiata da unità del 97º corpo d'armata germanico e mantenuta praticamente fino all'arrivo delle truppe Alleate, contrastando la pressione dei partigiani jugoslavi, in particolare quelli del IX Korpus sloveno e unità croate.

## Eventi collegati
Nel periodo noto come la corsa per Trieste, precisamente nel marzo del 1945, un esponente della resistenza italiana e ufficiale di collegamento con le unità militari di stanza presso Fiume, Raoul Sperb, invitò i membri del CLN a valutare misure che prevenissero o contrastassero l'avanzata jugoslava verso la città e spingessero gli Alleati ad intervenire direttamente; dopo un mese, con gli Alleati in marcia verso Trieste, fu arrestato e fucilato dai tedeschi.